# Dolichopus meridionalis
Dolichopus meridionalis är en tvåvingeart som beskrevs av Yang 1996. Dolichopus meridionalis ingår i släktet Dolichopus och familjen styltflugor.
Artens utbredningsområde är Yunnan (Kina). Inga underarter finns listade i Catalogue of Life.